# Eva Ryynänen

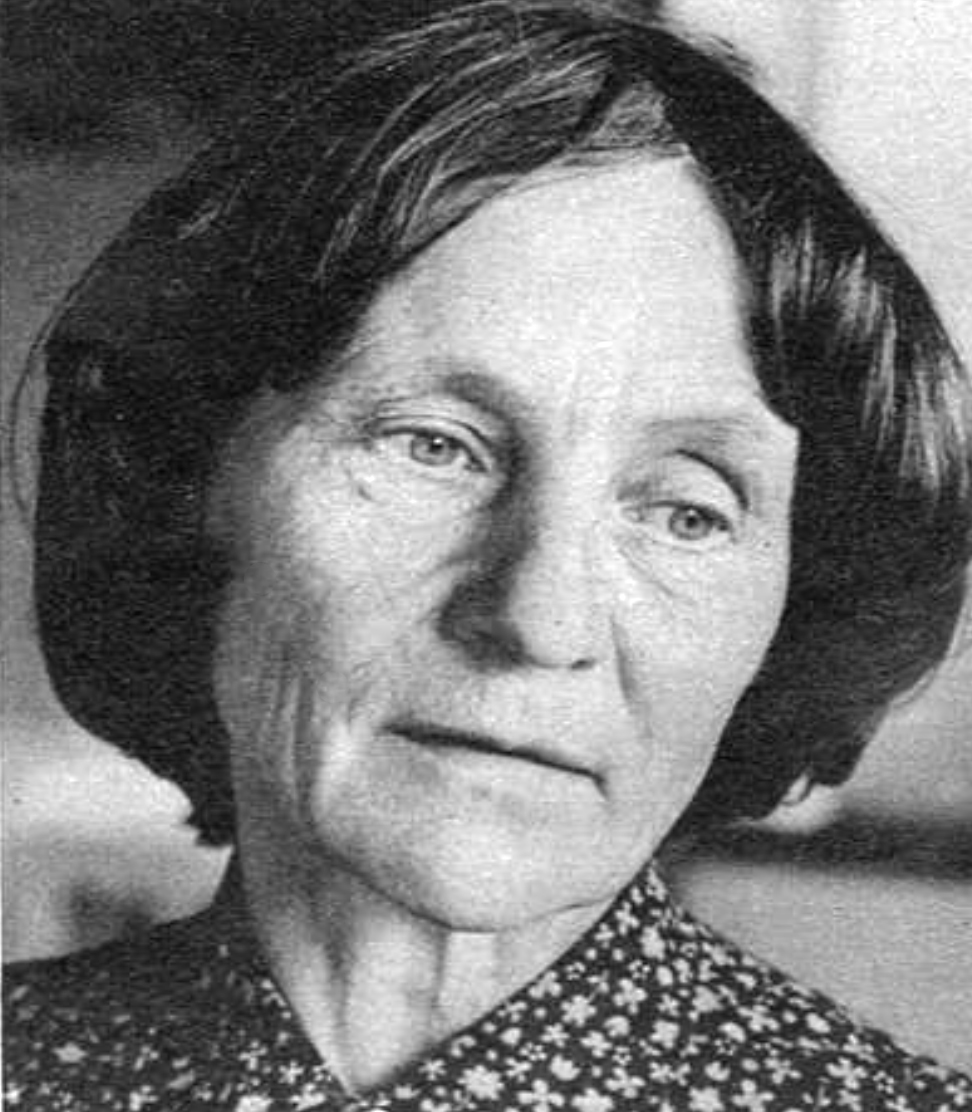
Eva Ryynänen

Eva Ryynänen, född 15 juni 1915 i Vieremä, död 18 oktober 2001 i Lieksa, var en finländsk skulptör.
Ryynänen studerade vid Finlands konstakademis skola 1934–1939. Hon utförde skulpturer och väggreliefer i trä för ett stort antal kyrkor och offentliga byggnader i Norra Karelen; bland hennes arbeten märks Per Brahestoden i Lieksa (1953). Hon tilldelades Pro Finlandia-medaljen 1977.